# Саба (фильм)
«Саба» (груз. საბა) — советский чёрно-белый немой фильм режиссёра Михаила Чиаурели, вышедший в 1929 году и посвящённый борьбе с пьянством.

## В ролях
| Александр Джалиашвили | Саба, вагоновожатый тифлисского трамвая |
| Верико Анджапаридзе   | Маро, жена Сабы                         |
| Л. Джануашвили        | Вахтанг, сын Сабы и Маро                |
| Эка Чавчавадзе        | Ольга                                   |

## Сюжет
Вагоновожатый Саба под влиянием приятелей начал пить, и его уволили с работы. Под давлением общественности его жена Маро ушла из дома вместе с сыном Вахтангом. Саба в тяжёлом похмелье угнал из депо трамвай и едва не стал невольным убийцей своего сына. Коллектив депо устраивает показательный суд над Сабой, но ещё больше на него влияет душевное потрясение.
В финале фильма Саба, бросив пить, возвращается на рабочее место, а мимо него по улице колонной движутся пионеры, несущие бутафорский гроб с огромной бутылью. Вахтанг несёт транспарант с призывом: «Папа, не пей вина».

## Концепция
Режиссёр охарактеризовал фильм «Саба» как «смесь Маяковского с Достоевским»: агитация в нём соединена с мрачной тональностью изображения, гротеск с психологизмом.
Пьянство в фильме представлено как пережиток мещанского быта, однако в нём мало бытовых эпизодов, а сами герои не создают бытового колорита.
Фильм отличается экспериментальным характером построения кадра (в нём использован метод рисованного кадра).

## Критика
Иосиф Маневич отметил, что из-за увлечения Чиаурели живописностью для фильма «Саба» характерна статичность и любование отдельными кадрами.
Критики особо отметили работу Верико Анджапаридзе (Маро). Признавая её актёрское мастерство, они находили, что по типажу актриса слишком возвышенна и трагична для измождённой трудом и живущей в страхе жены рабочего.